# Pusztai-Popovics József
Pusztai-Popovics József, Pusztai-Popovits (Temesvár, 1912. december 1. – Pécs, 1985. október 6.) erdélyi magyar újságíró.

## Életútja
A Déli Hírlapban jelentkezett, 1937-ben a Duna-posta Hírlaptudósító Iroda, a Magyar Távirati Iroda munkatársa lett Budapesten, majd 1952-től az Esti Pécsi Naplónál és a Dunántúli Naplónál dolgozott. Közben a Magyar Út, a Láthatár, a Külügyi Szemle, a Kisebbségi Körlevél közölte írásait.
Harc egy falat kenyérért című, még családi nevén kiadott írását (Temesvár, 1935), amelyben a szociális gondolat 19. és 20. századi érvényesülését követi nyomon, az Arany János Társaság pályázatán dicséretben részesítették. Sorozatban jelentetett meg elemzéseket a bécsi döntéskor magyar államkeretbe került románság művelődési helyzetéről, román kulturális ünnepségekről Észak-Erdélyben, sőt Mișcarea cooperatistă a naționalității române din Transilvania de Nord (Kolozsvár, 1943) címmel román nyelven is értékelte a román lakosság gazdasági törekvéseit. Ismertette az észak-erdélyi román képzőművészetet és üdvözölte egy Balkán Intézet megalakulását a magyar fővárosban.

### Kötetei
- Az erdélyi románok kulturális helyzete a bécsi döntés után (Kecskemét, 1942)
- Román kultúrélet a magyar Erdélyben (Pécs, 1942)
- Román kulturünnepélyek Észak-Erdélyben 1940–1943; Rákóczi Ny., Pécs, 1943 (A Pécsi M. Kir. Erzsébet-Tudományegyetem Kisebbségi Intézetének kiadványai)
- Az észak-erdélyi román képzőművészet 1940-1943 (Pécs, 1944)
- Az észak-erdélyi románok gazdasági helyzete 1940-44 (Pécs, 1944)
- Balkán Intézet Budapesten (Budapest, 1947)

Románul az észak-erdélyi román szövetkezeti mozgalomról (Kolozsvár, 1943) és a román művelődési élet magyar mecénásairól és támogatóiról (Pécs, 1944) jelentek meg önálló kötetei.
Fordításában adták ki magyarul Victor Cheresteșiu Români și unguri című munkáját (Magyarok és románok. Pécs, 1948).